# Флорентинско херцогство
Флорентинското херцогство (на италиански: Ducato di Firenze) е княжество с център град Флоренция в Тоскана, днешна Италия, съществувало от 1532 до 1569 г. 
Херцогството е основано, след като папа Климент VII от рода Медичи назначава своя роднина Алесандро де Медичи за нов херцог на бившата Флорентинска република, като по този начин я трансформира в наследствена монархия. Вторият херцог, Козимо I де Медичи, усилва значително тосканската флота и разширява територията си, като завладява Сиена. През 1569 г. папата признава Козимо за велик херцог. След това Медичите управляват Великото херцогство Тоскана до 1737 г. и то оцелява през възходи и падения до референдума от 1860 г., когато е анексирано към зараждащото се Кралство Италия. Първоначалното херцогство се състои от флорентинското контадо, флорентинската област и Провинция Пиза.

## История

### Произход и основаване
Флоренция е под неофициален контрол на Медичите от 1434 г. насам. По време на Войната на Конякската лига (1526 – 1530 г.) флорентинците се надигат срещу Медичите, тогава представлявани от Иполито де Медичи, и си възвръщат свободата с установяването на нова република в стила на тази, която вече са били установили през Средновековието. След предаването на републиката по време на обсадата на Флоренция (1529 – 1530 г.) Карл V издава прокламация, в която дава да се разбере, че той сам ще избере съдбата на правителството на Флоренция. На 12 август 1530 г. императорът номинира Медичите като постоянни глави на Флорентиската република.
Папа Климент VII желае да облагодетелства своя братовчед Алесандро де Медичи да стане губернатор на Флоренция, но също така иска да създаде впечатлението, че флорентинците демократично са го избрали за свой владетел, като по този начин легитимират ролята му и сред гражданите. Титлата „херцог на Флоренция“ е избрана, защото следователно би укрепила властта на Медичите в държавата. През април 1532 г. папата убеждава Балия – регентската комисия на Флоренция, да провъзгласи нова конституция, която формално ражда наследствена монархия. Той премахва древната Синьория (избираемото правителство) и службата на гонфалониера (титулярен държавен глава за двумесечен мандат) и ги заменя със следните три институции:
- Съвет – от четирима мъже, избрани за тримесечен мандат, ръководен от Херцога на Флорентинската република
- Сенатът на 48-те, съставен от четиридесет и осем мъже, избрани от Балия със задачата да се грижат за финансовите, сигурността и външнополитическите прерогативи на херцогството. Освен това сенатът назначава военна комисия, както и губернаторите на Пиза, Арецо, Прато, Волтера и Кортона, както и държавните посланици.[9]
- Съветът на 200-те, чиито членове са назначавани доживотно и който има функцията на съд.

### Управление на Алесандро де Медичи
И след възкачването на Александър на престола императорските войски остават във Флоренция. През 1535 г. много от видните фамилии на Флоренция, включително Паци (които се опитват да убият Лоренцо де Медичи в Заговора на Паци през 1478 г.), изпращат делегация, водена от Иполито де Медичи, за да поиска от Карл V да свали Александро. Въпреки молбите им императорът отказва да уважи жалбата им. Карл V няма намерение да свали Александро де Медичи, за когото е оженил дъщеря си Маргарита, за да укрепи позицията си.
Алесандро продължава да управлява Флоренция още две години, докато не е убит на 1 януари 1537  г. от своя далечен роднина Лоренцино де Медичи.

### Управление на Козимо I де Медичи
Тъй като Александро де Медичи не оставя законни наследници, въпросът за наследяването на новосъздадения трон остава открит. Флорентинските власти избират Козимо I де Медичи. Като чува тази новина, семейство Строци в изгнание нахлува в Тоскана и се опитва да свали Козимо, но неуспешно. Козимо напълно надминава бюрокрацията и администрацията на Флоренция. През 1542 г. императорските войски все още остават във Флоренция, но по заповед на Карл V се изтеглят.
През 1548 г. Козимо основава Портоферайо на остров Елба, закупувайки териториите от Синьория Пиомбино и оттук започва новото развитие на тосканската флота. След това Козимо основава пристанището на град Ливорно и дава на жителите на града религиозна свобода. В съюз с Испания и Свещената Римска империя той побеждава Сиенската република – съюзник на Франция, в битката при Марчано на 2 август 1554 г. На 17 април 1555 с. Флоренция и Испания окупират територията на Сиена, която през юли 1557 г. Филип II Испански предоставя на Козимо като наследствен феод. Херцогското семейство се премества в Палацо Пити през 1560 г. Козимо възлага на известния архитект Джорджо Вазари да построи Уфици като офиси за Банката на Медичите, като по този начин продължава семейната традиция на покровителство на изкуствата. През 1569 г. Козимо е издигнат в ранг на Велик херцог на Тоскана от папа Пий V. Управлението на Медичите над Флоренция продължава с Великото херцогство Тоскана до изчезването на семейството през 1737 г.